# 阿克赛钦盆地
阿克赛钦盆地（Aksai Chin Basin），是昆仑山系南侧半封闭性山间盆地，中国与印度对其归属存在争议，目前为中国实际管辖，属新疆和田地区行政区域。
阿克赛钦盆地面积3万多平方公里，其中多内流湖，著名的有阿克赛钦湖等。盆地海拔平均在4000米以上，降雨稀少，气候寒冷，居民很少。
阿克赛钦盆地地势平缓，并有山口通往克什米尔地区，传统上是新疆南部地区与南亚往来的重要交通途径。目前，中国新藏公路即通过该盆地。
阿克赛钦盆地矿产资源丰富，但尚未开发，近期发现大型云母矿，伴生锂、铍、铌、钽、铷等稀有金属和锂辉石矿脉。